# René-Léon Marchand
 (janvier 2020).
Si vous disposez d'ouvrages ou d'articles de référence ou si vous connaissez des sites web de qualité traitant du thème abordé ici, merci de compléter l'article en donnant les références utiles à sa vérifiabilité et en les liant à la section « Notes et références ».
Pour les articles homonymes, voir Marchand.
René Léon Marchand, né le 24 décembre 1894 à Alençon (Orne), ville où il est mort le 24 février 1985, est un général français.

## Biographie
René Marchand naît le 24 décembre 1894 à Alençon (Orne) d'un père charcutier.
Il s'engage volontairement en intégrant l'école spéciale militaire en 1913 (promotion de la Croix du Drapeau). À sa sortie de Saint-Cyr en 1914, promu sous-Lieutenant, il est affecté au 124e régiment d'infanterie et participe à la Première Guerre mondiale. Il est porté disparu le 22 août 1914 à Virton. Gravement blessé et secouru par une religieuse allemande, il est fait prisonnier et est interné à Ingolstadt. Il est nommé lieutenant pendant sa captivité. Le 26 août 1918, il parvient à s'évader d'Allemagne et rejoint le 23e régiment d'infanterie coloniale.
Promu capitaine en 1919, puis chef de bataillon en 1930, il est affecté à de multiples reprises au Maroc au sein de régiments coloniaux.
En 1936 il est promu lieutenant-colonel et en 1938 il est affecté aux Troupes spéciales du Levant, où il commande la 2e demi-brigade du Levant.
Après sa participation à la Seconde Guerre mondiale, il est nommé général de brigade le 25 décembre 1944.

## Distinctions
René Marchand est récipiendaire des décorations suivantes :
- Commandeur de la Légion d'honneur (décret du 10 juin 1945)
  -  Officier de la Légion d'honneur (décret du 11 juin 1937)
  -  Chevalier de la Légion d'honneur (arrêté ministériel du 30 décembre 1920)
- Croix de guerre 1914–1918, palme de bronze
- Croix de guerre 1939–1945
- Croix de guerre des Théâtres d'opérations extérieurs
- Médaille des évadés (3 mars 1933)
- Insigne des blessés militaires
- Croix du combattant
- Médaille coloniale avec agrafe "Maroc" (1925)
- Médaille commémorative de la guerre 1914–1918
- Médaille interalliée de la Victoire
- Médaille commémorative française de la guerre 1939–1945
- Officier du Ouissam alaouite (Maroc) (dahir du 12 septembre 1935)
- Bronze Star Medal (États-Unis)
- Médaille d'honneur du mérite syrien (1re classe) (décret du 17 novembre 1940)